# Prodromoi
Nell'Antica Grecia i Prodromoi (in greco antico: πρόδρομοι?, letteralmente "coloro che corrono prima"; singolare "Prodromos") erano i cavalleggeri destinati prevalentemente alla ricognizione. Erano armati di giavellotti, scudo di tipo argivo e sciabola (makhaira). Portavano armatura leggera, solitamente di cuoio, ed elmetto.
Nell'esercito macedone, i prodromoi veniva accorpati con le formazioni di cavalleria pesante (gli hetairoi ed i tessali) per le cariche ed erano armati con delle lunghe lance, forse derivate dallo xiston degli hetairoi, per la qual cosa vengono spesso erroneamente chiamati sarissaphoroi.